# يان هيو ماكدوغال
يان هيو ماكدوغال هو سياسي كندي، ولد في 29 مايو 1928، وتوفي في 2003. انتخب عضو المجلس التشريعي من ساسكاتشوان.